# Stanhopea annulata
Stanhopea en forme d'anneau
Espèce
Le Stanhopea en forme d'anneau (Stanhopea annulata) est une espèce de plantes à fleurs de la famille des Orchidaceae (les orchidées) présente du sud de la Colombie à l'Équateur et légèrement en Bolivie.

## Description
Epiphyte de petite taille, de croissance chaude à chaude ou terrestre sur des talus escarpés avec des pseudobulbes ovales, rugueux et noirs portant un feuille apicale unique, plissée, largement elliptique, aiguë avec un pétiole distinct qui fleurit à tout moment de l'année sur un pendant, inflorescence à 2 fleurs avec de grandes bractées.

## Distribution
La plante se trouve dans la forêt de montagne humide et chaude sur les pentes occidentales de la Colombie, du nord-est de l'Équateur et de la Bolivie à des altitudes de 100 à 1000 mètres.